# Tambili (Nako)
Pour les articles homonymes, voir Tambili.
Tambili est une commune rurale située dans le département de Nako de la province du Poni dans la région du Sud-Ouest au Burkina Faso.

## Santé et éducation
Le centre de soins le plus proche de Tambili est le centre de santé et de promotion sociale (CSPS) de Nako tandis que le centre hospitalier régional (CHR) de la province se trouve à Gaoua.